# سان دييغو

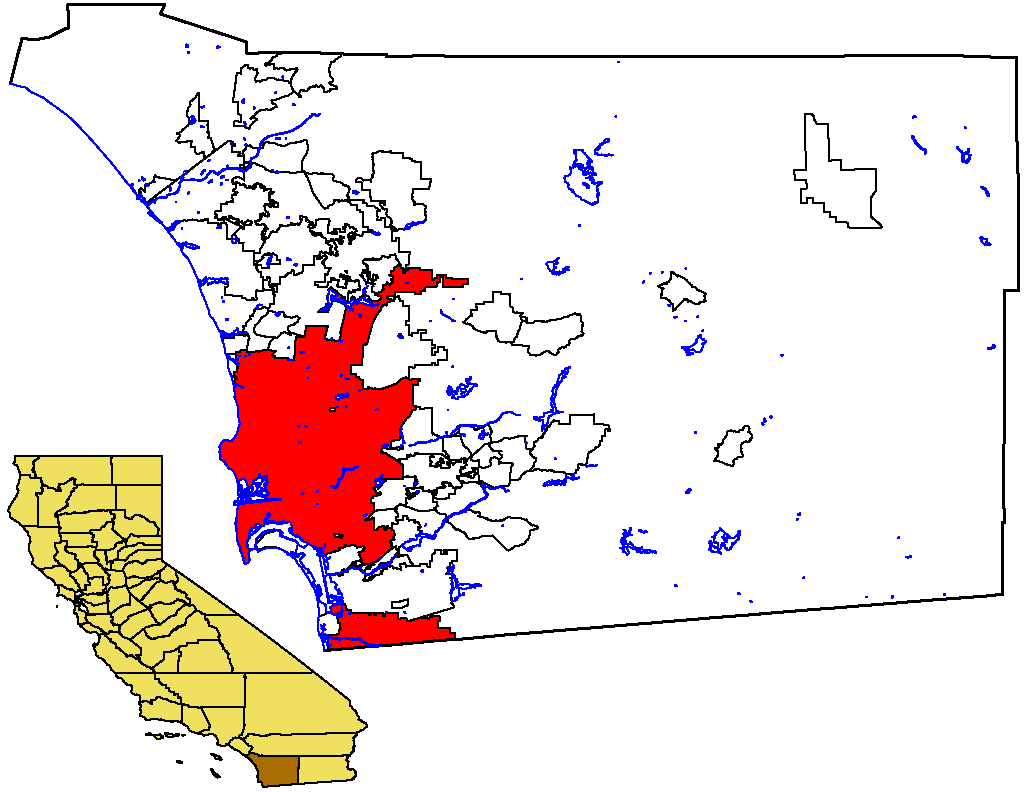
موقع مدينة سان دييغو، كاليفورنيا

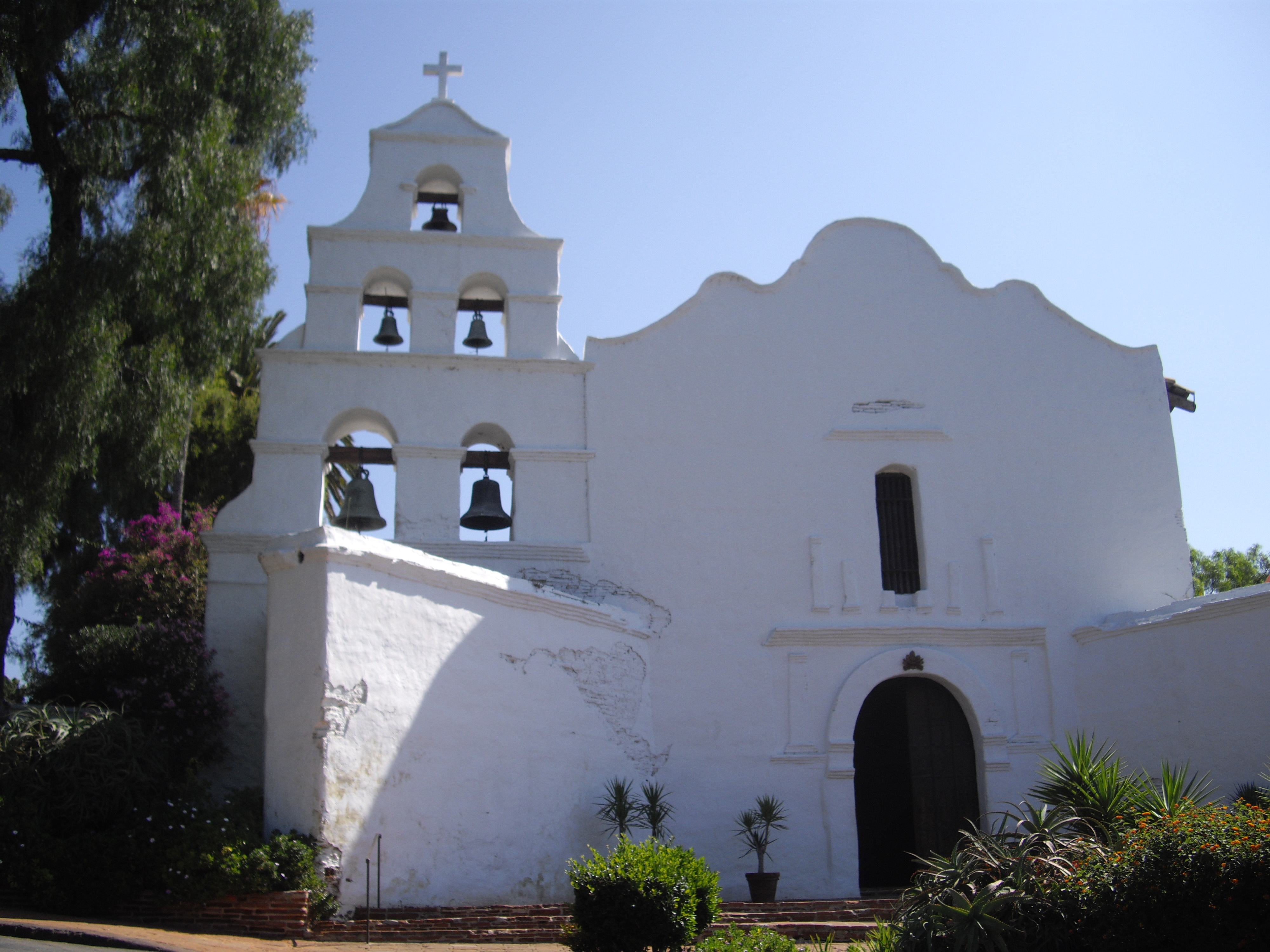
أول كنيسة بناها المستوطنون الأسبان

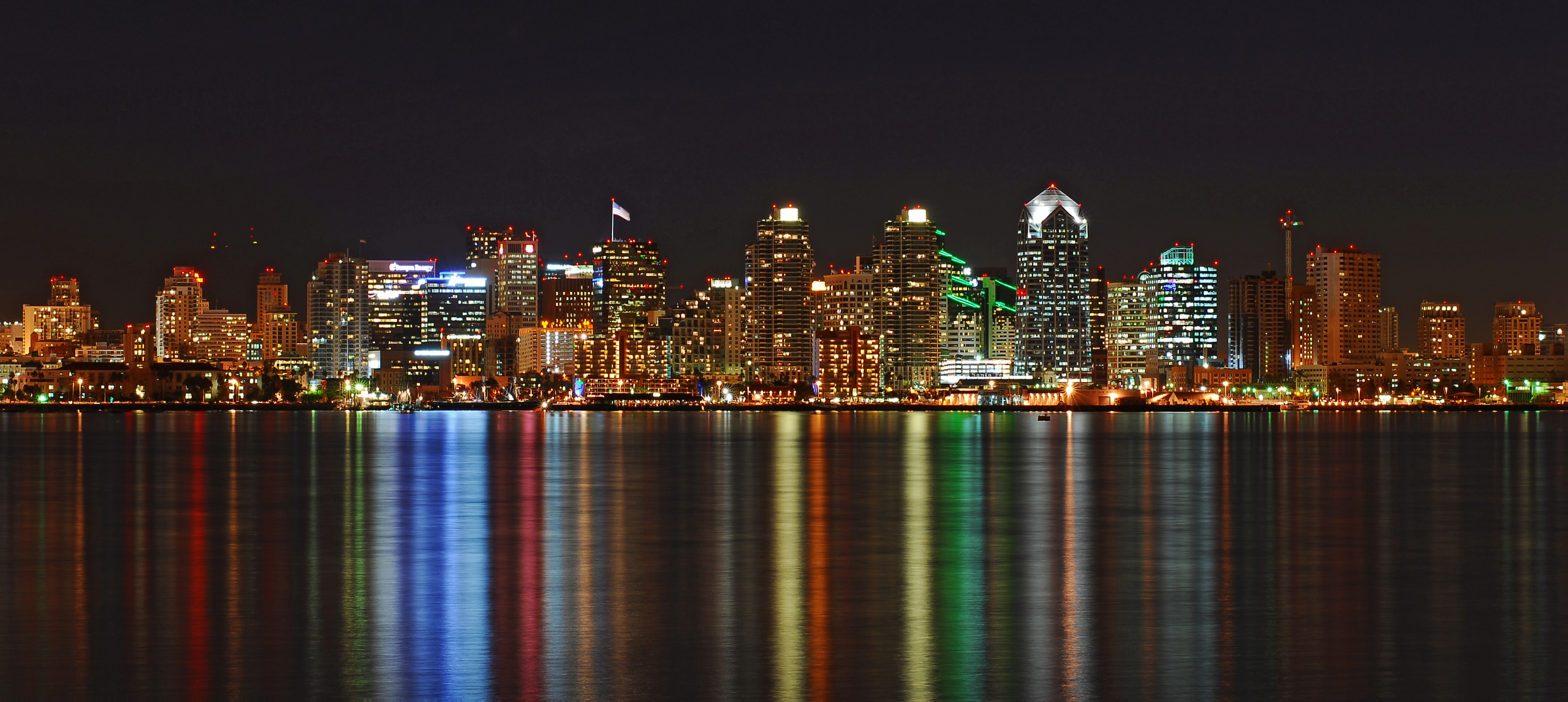
مدينة سان دييغو

سان دييغو (بالإنجليزية: San Diego)‏هي مدينة ساحلية تقع في جنوب ولاية كاليفورنيا، الولايات المتحدة الأمريكية. في عام 2005 بلغ عدد سكانها 1305736 نسمة. مساحتها 963.6 كم2. تدعى أيضاً (America's finest city) بسبب طبيعة جوها الجميلة والمناخ الربيعي الدائم معظم أيام السنة وتعتبر سان دييغو ثاني أكبر مدينة في كاليفورنيا، وتاسع أكبر مدن الولايات المتحدة. تشتهر بمناخها المعتدل وبالشواطئ العديدة وكذلك بجسر البارون الذي يربط نصفي المدينة. أنشأها مستعمرون إسبان وأطلقوا هذا الاسم عليها. تقع على حدود المكسيك ولذلك كانت ستنضم إداريا إلى المكسيك. يقع في سان دييغو ملعب كوالكم وهو ملعب فريق المدينة سان دييغو تشارجرز المنافس في دوري كرة القدم الأمريكية. وأيضاً ملعب بتكو بارك وهو ملعب فريق سان دييغو بادريس المنافس في دوري البيسبول الأمريكي.

## تاريخها
وقد كانت مأهولة بالسكان في منطقة سان دييغو لأكثر من 10,000 سنة قبل الشعب Kumeyaay.(كوميونيتى)
وسان دييغو هي أول مقاطعة زارها الأوربيون في الساحل الغربي للولايات المتحدة الأمريكية عندما رسى خوان كأبريللو على ساحل سان ديغو سنة 1542 وأعلنها تابعة لإسبانيا. وفي سنة 1821 أصبحت سان دييغو تابعة للمكسيك بعد استقلال المكسيك عن إسبانيا. بعد الحرب الأمريكية ضد المكسيك ضمت الولايات المتحدة الأمريكية مقاطعة سان دييغو إليها سنة 1850 وأصبحت رسميا جزءا من الولايات المتحدة الأمريكية وولاية كاليفورنيا.

## المدينة والقوات البحرية الأمريكية
تعتبر سان دييغو الآن من المدن المضيفة لقواعد البحرية الأمريكية وذلك منذ 1901 ومنذ ذلك الوقت تضيف سان دييغو واحدة من أكبر قواعد البحرية الأمريكية حيث تبنى السفن البحرية الجديدة. ويربط سان دييغو بمدينة كورونادو بواسطة جسر كورونادو.

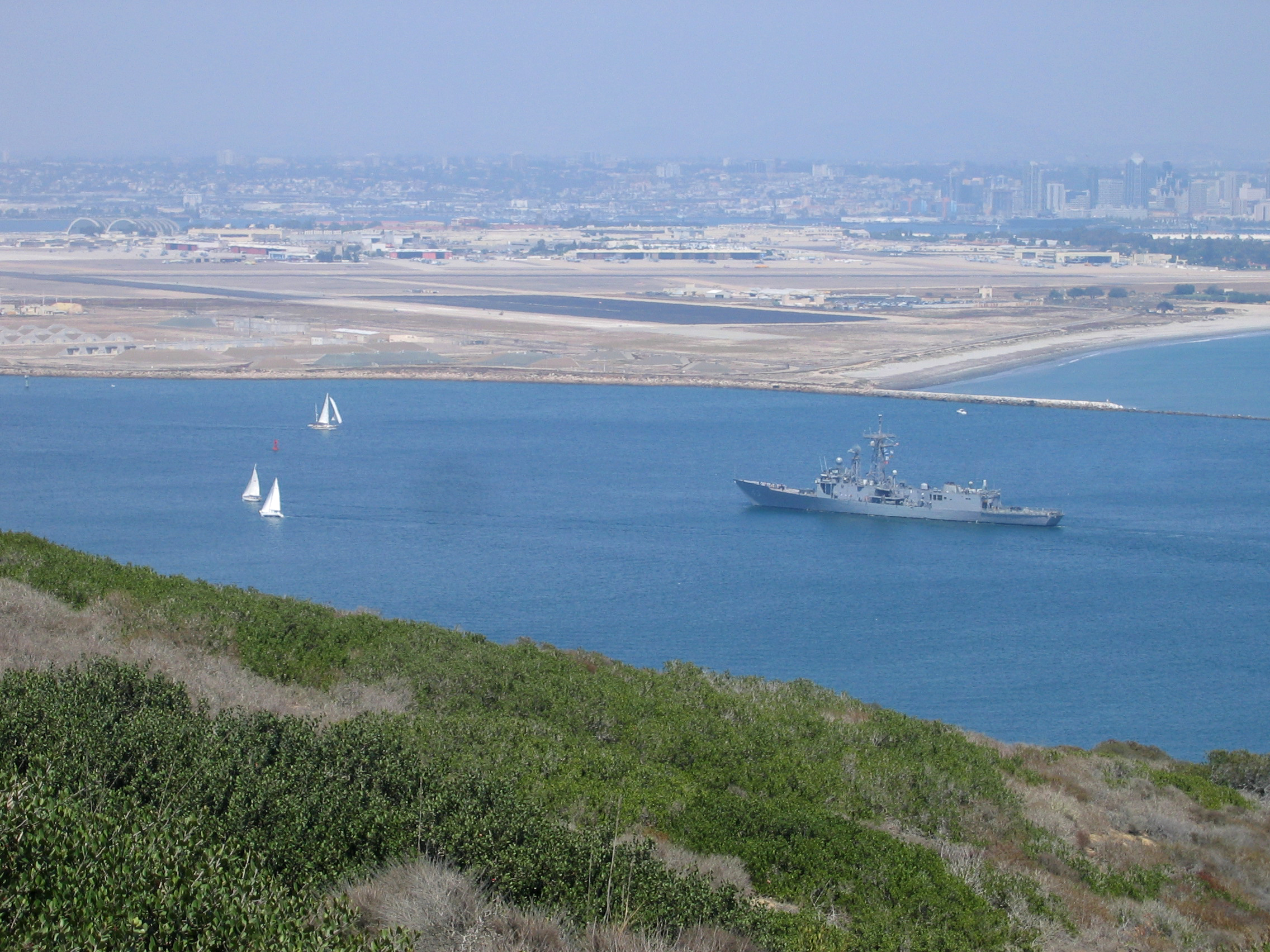
احدى مقاتلات البحرية الأمريكية تدخل ميناء سان دييغو

## أشخاص من سان دييغو
- كاميرون دياز ممثلة أمريكية مشهورة وعارضة أزياء سابقاً
- كيفين روث مغني فلكلوري يعزف على السنطور
- كندرا ويلكنسون ممثلة أمريكية
- جيسون مراز مغني أمريكي مشهور
- توني هاوك من أبطال العالم في التزلج اللوحي Skateboarding

## المواصلات
يستعمل 80% من السكان على السيارات الخاصة وسان دييغو تحتوي على عديد من الطرق السريعة داخل الولاية وأخرى إلى الولايات المجاورة.
الترولي: (القطار الكهربائي) (trolley) أو قطارات خفيفة الذي يمر من مركز المدينة والجزء الشرقي والجنوبي من المقاطعة.
الباصات: تغطي جميع المدن في المقاطعة.
مطار سان دييغو: ويدعى (Lindbergh Field Airport) وهو المطار الرئيسي للمقاطعة هو دولي ومحلي أيضا
و مدرجه هو الأكثر ازدحاما في الولايات المتحدة المتحدة
استخدمه 17 مليون مسافر سنة 2005. وقد تم توسعه المدرج الثاني عام 2013

## المدن والتقسيمات الادارية
تتألف مقاطعة سان دييغو من 20 مدينة

1-سان دييغو، 2- كارلسباد، 3-جولا فيستا، 4-كورونادو، 5- ديل مار، 6- ايلكاهون، 7- اينسينيتاس، 8- ايسكونديدو، 9- ايمبيريال بيج، 10- لاميسا، 11-ليمونغروف، 12- ناشيونال ستي، 13- اوشن سايد، 14-باواي، 15- سان ماركوس، 16-سانتي، 17-سالونا بيج، 18-فيستا،19-سبرنك فالي،20-ليك سايد

## وصلات خارجية
- الموقع الرسمي